# Militärdiktaturen i Uruguay
Militärdiktaturen i Uruguay (1973-1985) började den 27 juni 1973 genom statskuppen 1973, och varade fram till den 28 februari 1985.
Under diktaturen var politisk aktivitet förbjuden, även traditionella partier och vänstern. Många kastades i fängelse och torterades, framför allt från den politiska vänstersidan.
Fyra de-facto-presidenter fanns under dessa år:
- Juan María Bordaberry (1973–1976)
- Alberto Demicheli (1976)
- Aparicio Méndez (1976–1981)
- Gregorio Álvarez (1981–1985)

1980 försökte militären införa en ny konstitution, men misslyckades då förslaget förkastades vid en folkomröstning. Efteråt började de politiska partierna åter att organisera sig och vid  de allmänna valen i Uruguay  1984, vann Julio María Sanguinetti, och 12 års diktatur började gå mot sitt slut.
Händelserna under dessa år har lett till stor debatt och kontrovers.